# Thori & Rocce
Thori & Rocce è un album in studio dei DJ producer italiani Don Joe e Shablo, pubblicato il 14 giugno 2011 dalla Universal Music Group.

## Descrizione
Il disco è stato realizzato attraverso la collaborazione dei due artisti con svariati rapper appartenenti alla scena hip hop italiana. In particolar modo, il singolo di lancio Le leggende non muoiono mai ha visto la partecipazione di Fabri Fibra, Jake La Furia, Noyz Narcos, Marracash, Gué Pequeno, J-Ax e Francesco Sarcina.
Il nome scelto per l'album deriva da uno slang: thori, appartenente alla cultura hip hop di Perugia, città di Shablo, e rocce, tipico della cultura hip hop di Milano, da cui proviene Don Joe. Il significato di entrambe è circa quello di "amico".

## Tracce
1. Thori & Rocce vs. Tayone – 1:24 – presente solo nell'edizione di iTunes
2. Le leggende non muoiono mai (Thori & Rocce Anthem) (featuring: Fabri Fibra - Jake La Furia - Noyz Narcos - Marracash - Gué Pequeno - J-Ax - Francesco Sarcina) – 4:43
3. La guerra dei poveri (featuring: Jake La Furia - Nex Cassel) – 3:07
4. Dai dai dai (featuring: J-Ax) – 4:25
5. L'ultimo giorno che ho (featuring: Marracash - Del) – 3:19
6. Perché posso (featuring: Co'Sang) – 3:04
7. Primo carnera (featuring: Amir - Duellz - Montenero) – 3:39
8. Sono ancora qui (featuring: Caneda - Entics - Ntò) – 4:00
9. Grand prix (featuring: Ted Bee - Royal Mehdi - Rischio - Vincenzo da Via Anfossi) – 4:20
10. Senza un domani (featuring: Gué Pequeno - Emiliano Pepe - Luchè) – 3:19
11. Vinci o perdi (featuring: Fabri Fibra) – 2:41
12. Guarda bene (featuring: Reverendo - Chief - Mixup - Dargen D'Amico) – 4:19
13. Fuori luogo (featuring: Fedez - Canesecco - Gemitaiz) – 3:34
14. Non mi fido di questo sistema (featuring: Johnny Marsiglia - Aban - Vacca) – 3:42
15. Il resto del mondo (featuring: Ensi - Emis Killa) – 3:16
16. Sopranos (featuring: Bassi Maestro - Evergreen - DJ Shocca) – 3:31
17. So Hard (featuring: Tormento - Caprice) – 3:07

Traccia bonus nell'edizione di iTunes
1. Le leggende non muoiono mai (Thori & Rocce Anthem) (Remix) (feat. Fabri Fibra, Jake la Furia, Noyz Narcos, Marracash, Gué Pequeno, J-Ax, Francesco Sarcina) – 4:40

## Formazione
Musicisti
- Don Joe – campionatore
- Shablo – campionatore
- Roberto "Roba" Baldi – tastiera aggiuntiva
- Guido Style – chitarra (traccia 2)
- DJ Ego – campionatore (traccia 9)
- DJ Shocca – scratch (traccia 16)

Produzione
- Don Joe – produzione
- Shablo – produzione
- Roberto "Roba" Baldi – missaggio ai Dogozilla Studio/Best Sound, Milano
- Mark Christensen – mastering agli Engine Room Audio, New York

## Classifiche
| Classifica | Posizione massima |
| ---------- | ----------------- |
| Italia     | 6                 |

## Thori & Rocce Remix EP
Il 7 febbraio 2012 è stato pubblicato Thori & Rocce Remix EP, EP costituito da alcuni remix di quattro dei 17 brani presenti nell'album.

### Tracce
1. L'ultimo giorno che ho (feat. Marracash & Del) – 3:18
2. L'ultimo giorno che ho (Powerfrancers Remix) (feat. Marracash & Del) – 4:26
3. L'ultimo giorno che ho (Roofio Remix) (feat. Marracash & Del) – 2:41
4. L'ultimo giorno che ho (Shaki Remix) (feat. Marracash & Del) – 5:12
5. La guerra dei poveri (feat. Jake La Furia & Nex Cassel) – 3:07
6. La guerra dei poveri (Nah & The Buildzer Remix) (feat. Jake La Furia & Nex Cassel) – 2:55
7. La guerra dei poveri (Fonziebeat Remix) (feat. Jake La Furia & Nex Cassel) – 3:51
8. Le leggende non muoiono mai (Thori & Rocce Anthem) (feat. Fabri Fibra, Jake La Furia, Noyz Narcos, Marracash, Gué Pequeno, J-Ax & Francesco Sarcina) – 4:44
9. Le Leggende non muoiono mai (Thori & Rocce Anthem) (Nicola Fasano & Steve Forest Remix) (feat. Fabri Fibra, Jake La Furia, Noyz Narcos, Marracash, Gué Pequeno, J-Ax & Francesco Sarcina) – 4:13
10. Le Leggende non muoiono mai (Thori & Rocce Anthem) (Reset! Remix) (feat. Fabri Fibra, Jake La Furia, Noyz Narcos, Marracash, Gué Pequeno, J-Ax & Francesco Sarcina) – 4:13
11. Senza un domani (feat. Gué Pequeno, Emiliano Pepe & Luchè) – 3:18
12. Senza un domani (Fritz da Cat Remix) (feat. Gué Pequeno, Emiliano Pepe & Luchè) – 2:53